# L'amore bugiardo
L'amore bugiardo è un thriller con risvolti psicologici di Gillian Flynn del 2012.
Nel 2014 è stato trasposto in versione cinematografica nel film L'amore bugiardo - Gone Girl diretto da David Fincher, con protagonisti Ben Affleck e Rosamund Pike.

## Trama
La splendida coppia formata dalla geniale Amy e dal brillante Nick sta passando difficili momenti dopo che i due hanno perso il lavoro. Lasciata New York si sono trasferiti nel paesino del Missouri dove ancora vive la famiglia di Nick. Mentre l'uomo inizia a ricostruirsi una vita (incappando in errori ed allontanandosi dalla moglie), Amy invece è sempre più isolata.   
Il giorno del quinto anniversario di matrimonio Amy scompare e Nick sembra essere l'unico responsabile.

## Edizioni
- Gillian Flynn, L'amore bugiardo, collana Letteraria, Rizzoli, 2012, ISBN 9788817059497.